# Scandosorbus
Genre
Classification GRIN
Scandosorbus est un genre de plantes à fleurs de la famille des rosiers, les Rosaceae. Il comprend deux espèces d'arbres originaires du nord de l'Europe.
- Scandosorbus intermedia (Ehrh.) Sennikov – Danemark, Norvège, Suède, Finlande, États baltes, Pologne et Allemagne
- Scandosorbus liljeforsii (T.C.G.Rich) Sennikov – sud-ouest de la Suède

Les deux espèces sont le résultat d’une hybridation. S. intermedia est issu d'une ancienne hybridation entre Aria, Sorbus et Torminalis. S. liljeforsii est dérivé plus récemment de S. intermedia × Sorbus aucuparia.
Le genre a été proposé pour remplacer le nom considéré comme illégitime Borkhausenia Sennikov & Kurtto (2017). Borkhausenia avait pour but de décrire toutes les espèces issues de l'hybridation entre Aria, Sorbus et Torminalis. 